# Crosey-le-Grand
Crosey-le-Grand é uma comuna francesa na região administrativa de Borgonha-Franco-Condado, no departamento de Doubs. Estende-se por uma área de 10,28 km². Em 2010 a comuna tinha 156 habitantes (densidade: 15,2 hab./km²).